# Martin Seitz
Martin Seitz (* 21. April 1895 in Passau; † 27. März 1988 in Passau) war ein international bekannter Gemmenschneider (Steinschneidekünstler).

## Leben

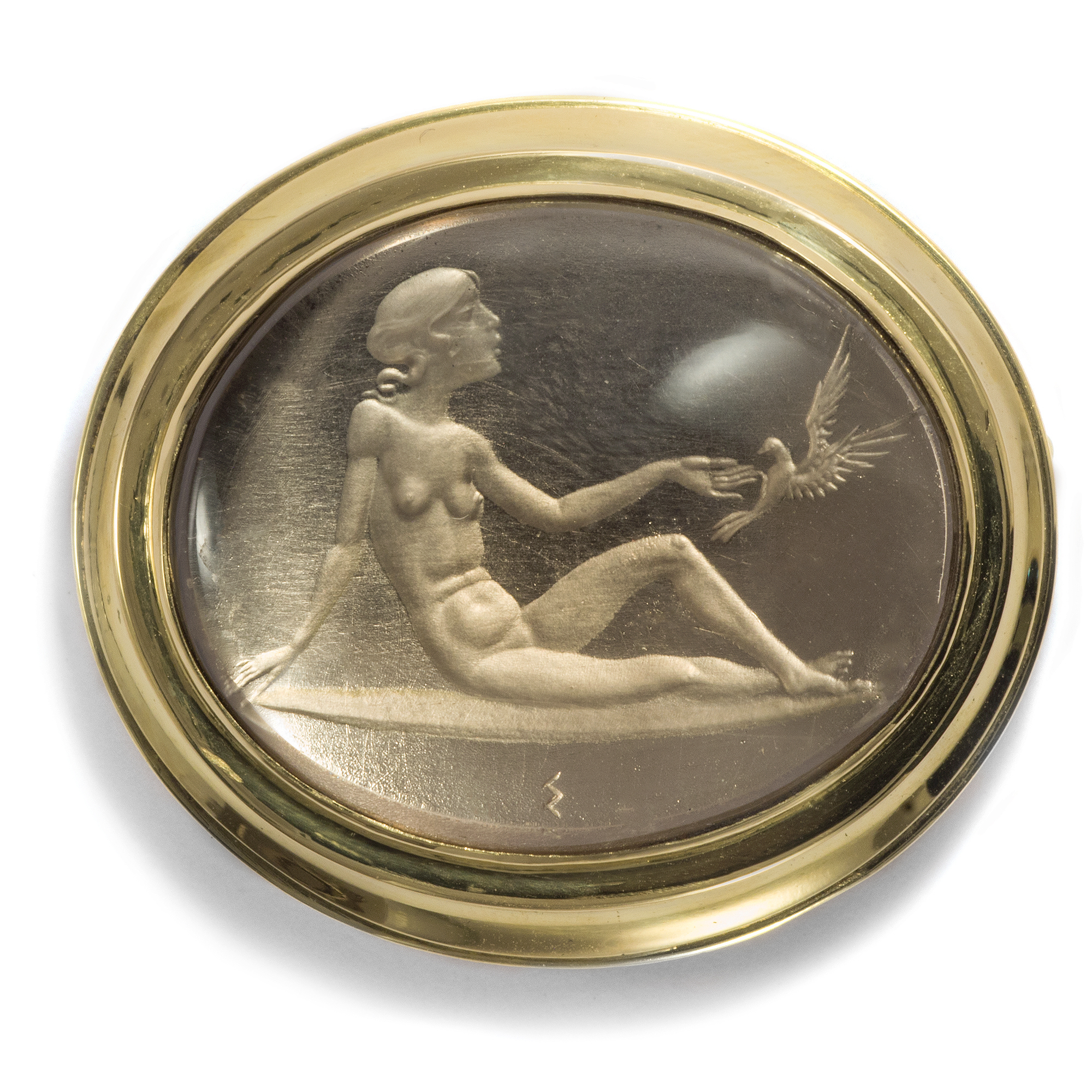
Brosche mit einem Rauchquarzintaglio von Martin Seitz: Allegorie des Friedens, um 1930

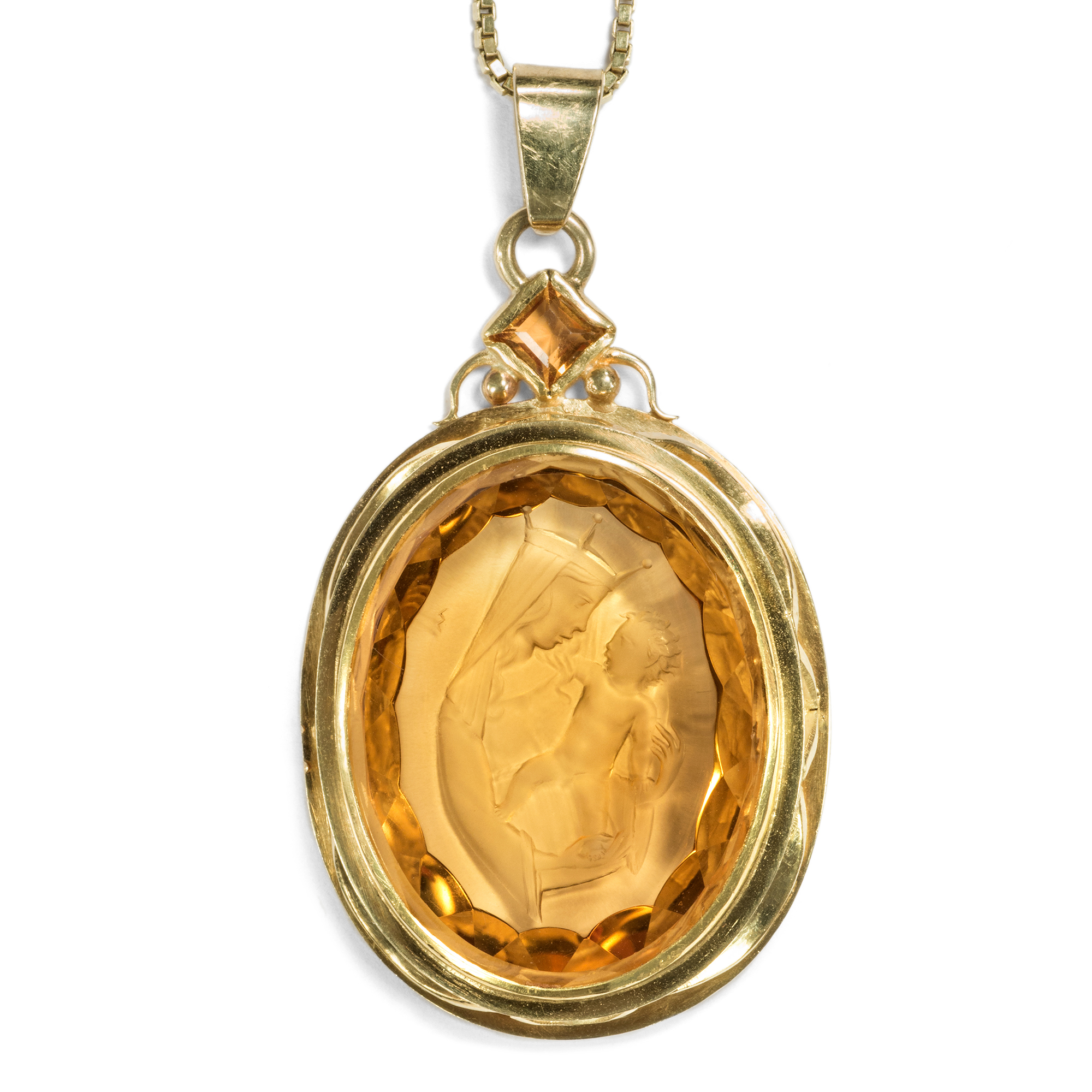
Martin Seitz, Maria mit dem Jesuskind, Intaglio in Citrin als Anhänger, um 1930

Martin Seitz wurde als Sohn des Rechtsrates Martin Seitz und dessen Frau Anna (geborene Naager) in Passau geboren. Seine Mutter entstammte einer Passauer Kunstmalerfamilie.
Seitz nahm am Ersten Weltkrieg teil. 1916 wurde er an der Somme schwer verwundet. An seinen Kriegsverletzungen litt er bis zu seinem Tod. Als Fähnrich und Leutnant an der Westfront wurde er mit dem Eisernen Kreuz I und II ausgezeichnet.
Nach einem Gefangenenaustausch begann er 1917 in Luzern ein Studium an der dortigen Kunstgewerbeschule. Ab 1918 nahm er einige Semester an historischen Studien teil. Ab 1920 studierte er an der Technischen Hochschule und an der Kunstgewerbeschule in München und daneben in der Bildhauerklasse von Joseph Wackerle, der seine Begabung für Flachrelief früh erkannte. 1922 legte Seitz die Lehramtsprüfung ab.
1925 heiratete Seitz die Passauer Bürgerstochter und Webmeisterin Charlotte Bayberger, mit der er zwei Töchter bekam.
Seitz war einer der bedeutendsten Gemmenschneider. Bereits 1927 hatte er eine erste Ausstellung im Grassimuseum Leipzig. Weitere Ausstellungen in verschiedenen europäischen Städten folgten.
Ab 1928 bis zu seiner Pensionierung unterrichtete er zudem mit Unterbrechung als Kunstlehrer an der Oberrealschule Passau, dem heutigen Adalbert-Stifter-Gymnasium.

## Auszeichnungen (Auswahl)
- Goldener Ehrenring der Deutschen Gesellschaft für Goldschmiedekunst (1948)
- Silberne Medaille auf der „Triennale Mailand“ (1951)
- Bayerischer Verdienstorden (1959)
- Ostbayerischer Kulturpreis (1960)
- Kultureller Ehrenbrief der Stadt Passau (1970)

## Ehrungen
Nach Seitz wurde die Martin-Seitz-Straße in Passau benannt.

## Veröffentlichungen (Auswahl)
- Martin Seitz, Steinschnitte, Werkstattdienst 20 des Kunstdienstes, Ulrich Riemerschmidt Verlag Berlin 1942
- Freundesausgabe an Martin Seitz zum 75. Geburtstag, Passau 1975